# Макэлхон, Наташа
Ната́ша Ма́кэлхон (Макэлхо́ун) (англ. Natascha McElhone, род. 14 декабря 1971, Уолтон-на-Темзе, Суррей, Великобритания) — британская актриса. Прорывной для неё стала роль Франсуазы Жило в фильме «Прожить жизнь с Пикассо» 1996 года — несмотря на нелестные отзывы о фильме, сама актриса получала хорошие отзывы, что обеспечило ей успех в Голливуде.

## Биография
Наташа Макэлхон (девичья фамилия — Тейлор) родилась в лондонском пригороде Уолтон-на-Темзе. Когда ей исполнилось три года, её родители развелись, и маленькая Наташа переехала со своей матерью, отчимом и братом Дэймоном в Брайтон. Там она посещала административную школу Святой Марии для девочек (англ. St. Mary’s Hall School for Girls). Она продолжила обучение в Лондонской академии музыкального и драматического искусства. Во время учёбы она играла в нескольких театральных постановках, включая «Ричард III», «Граф Монте-Кристо», «Вишнёвый сад», «Сон в летнюю ночь». Окончив обучение в 1993 году, Наташа впервые появилась на большом экране в фильме «Прожить жизнь с Пикассо», а также «Собственность дьявола», «Ронин» и всемирно известном «Шоу Трумана».
Несмотря на то, что Наташа снимается с ярчайшими голливудскими звёздами, такими как Джордж Клуни, Брэд Питт, Роберт Де Ниро, Кристиан Бейл, Джим Керри, она избегает большого внимания и выбирает роли в малобюджетных фильмах, таких как «Миссис Даллоуэй», «Тщетные усилия любви», «Город призраков», «Солярис» и в фильме BBC «Ещё одна из рода Болейн».
Недавние работы Наташи: «Дамы в лиловом», где она снимается с Джуди Дэнч и Мэгги Смит, «Парень Икс» — Стивен Долдри, американском ТВ-шоу «Откровения», «Полный облом» режиссёра Жан-Батиста Андреа, также она сыграла роль венгерской революционерки в мини-серии «Компания», продюсерами которой выступили Ридли и Тони Скотт. В феврале 2006 года она присоединилась к Дайане Ригг в Уэст-Энде в пьесе «Честь». Однако самой большой ролью за последние годы стала игра с Дэвидом Духовны в американском телевизионном сериале о беспокойном писателе-романисте «Блудливая Калифорния».
Во время съёмок во втором сезоне «Блудливой Калифорнии», 20 мая 2008 года, Наташа, будучи беременной, получила плохие новости — её муж, доктор Мартин Хиригойен Келли, был найден мёртвым в их лондонском доме. Вскрытие показало, что он умер от болезни сердца — дилатационной кардиомиопатии.
Наташа живёт в лондонском районе Фулем с тремя сыновьями — Тео (2000), Отисом (2003) и Рексом (2008).

## Фильмография
| Год       |    | Русское название        | Оригинальное название          | Роль                         |
| --------- | -- | ----------------------- | ------------------------------ | ---------------------------- |
| 1994      | с  | Один экран              | Screen One                     | Джанет                       |
| 1994      | с  | Брат Кадфаэль           | Cadfael                        | Сесиль Корде                 |
| 1996      | ф  | Прожить жизнь с Пикассо | Surviving Picasso              | Франсуаза Жило               |
| 1997      | ф  | Собственность дьявола   | Devil’s Own                    | Меган Доэрти                 |
| 1997      | ф  | Миссис Дэллоуэй         | Mrs. Dalloway                  | Клариса в юности             |
| 1998      | ф  | Мышиная возня           | What Rats Won’t Do             | Кейт                         |
| 1998      | ф  | Шоу Трумана             | Truman Show                    | Лорен, Сильвия               |
| 1998      | ф  | Ронин                   | Ronin                          | Дейдра                       |
| 2000      | ф  | Тщетные усилия любви    | Love’s Labour’s Lost           | Розалин                      |
| 2000      | ф  | Заражённый              | Contaminated Man               | Холли Андерсон               |
| 2002      | ф  | Убей меня нежно         | Killing Me Softly              | Дебора                       |
| 2002      | ф  | Лорел Каньон            | Laurel Canyon                  | Сара                         |
| 2002      | ф  | Страх.com               | FeardotCom                     | Терри Хастон                 |
| 2002      | ф  | Город призраков         | City of Ghosts                 | Софи                         |
| 2002      | ф  | Солярис                 | Solaris                        | Рея (Хари)                   |
| 2003      | тф | Ещё одна из рода Болейн | The Other Boleyn Girl          | Мария Болейн                 |
| 2004      | ф  | Дамы в лиловом          | Ladies in Lavender             | Ольга                        |
| 2005      | с  | Откровения              | Revelations                    | сестра Джозефа Монтафиоре    |
| 2005      | ф  | Парень Икс              | Guy X                          | Ирэн                         |
| 2006      | ф  | Полный облом            | Big Nothing                    | Пенелопа Вуд                 |
| 2007      | с  | Компания                | The Company                    | Элизабет Немет               |
| 2007—2014 | с  | Блудливая Калифорния    | Californication                | Карен ван дер Бик            |
| 2008      | ф  | Тайна Мунакра           | Secret of Moonacre             | Лавдей                       |
| 2010      | ки | —                       | Castlevania: Lords of Shadow   | Мария Бельмонт               |
| 2012      | ф  | Театр мечты             | Theatre of Dreams              | Эрика Галахер                |
| 2012      | ф  | Небо и земля            | Heaven and Earth               | Джеймс Миранда Бэйрри        |
| 2013      | ф  | Ромео и Джульетта       | Romeo and Juliet               | Синьора Капулетти            |
| 2014      | ки | —                       | Castlevania: Lords of Shadow 2 | Мария Бельмонт               |
| 2016—2017 | с  | Последний кандидат      | Designated Survivor            | Первая леди Алекс Киркман    |
| 2016      | ф  | Мистер Чёрч             | Mr. Church                     | Мэри Брукс                   |
| 2018      | с  | Первые                  | The First                      | Лэз Ингрэм                   |
| 2022—2022 | с  | Halo                    | Halo                           | доктор Кэтрин Хэлси          |
| 2022      | с  | Корона                  | The Crown                      | Пенелопа Нэтчбулл            |
|           | с  | Молодой Шерлок          | Young Sherlock                 | Мама Шерлока, Карделия Холмс |

2022    ф.  Кармен.                Carmen       Кармен

## Награды и номинации
| Год  | Награда                                    | Категория                                       | Работа      | Результат |
| ---- | ------------------------------------------ | ----------------------------------------------- | ----------- | --------- |
| 1999 | MTV Movie & TV Awards                      | Best Action Sequence                            | Ронин       | Номинация |
| 1999 | Online Film & Television Association Award | Best Cinematic Moment                           | Шоу Трумана | Номинация |
| 2003 | Сатурн                                     | Лучшая киноактриса                              | Солярис     | Номинация |
| 2003 | Irish Film and Television Awards           | Best Actress in a Film                          | Солярис     | Номинация |
| 2005 | Спутник                                    | Лучшая женская роль — мини-сериал или телефильм | Откровения  | Номинация |